# توني كارتر (لاعب كرة قدم أمريكية)
توني كارتر (بالإنجليزية: Tony Carter)‏ هو لاعب كرة قدم أمريكية أمريكي، ولد في 24 مايو 1986 في جاكسونفيل في الولايات المتحدة.

## وصلات خارجية
- توني كارتر على موقع مرجع كرة القدم المحترفة.كوم (الإنجليزية)